# Aiguebelette-le-Lac
Aiguebelette-le-Lac là một xã thuộc tỉnh Savoie trong vùng Auvergne-Rhône-Alpes ở đông nam nước Pháp.